# Чедомир Петровић
Чедомир Петровић (Београд, 2. јануар 1949 — 14. јул 2025) је био српски редитељ и глумац.

## Биографија
Син је глумца Миодрага Петровића Чкаље, отац глумице Јоване Петровић.
Његове улоге су биле разноврсне: од Полицајца из Клативоде у „Позоришту у кући“, страшног професора у „Вуковом Тошку“, преко незаборавних тренутака у серијама „Отписани“, „Камионџије“, „Бољи живот“. 
Његов глас је одјекивао у радио драмама и култним емисијама које су окупљале породице око радија: „Весело вече“, „Јовановићи“, „Тип-топ кабаре“, „Време спорта и разоноде“.
Преминуо је 2025. године, у 76. години живота.

## Филмографија
| Год.       | Назив                                       | Улога                   |
| ---------- | ------------------------------------------- | ----------------------- |
| 1960.-те   |                                             |                         |
| 1964.      | Пут око света                               | шегрт                   |
| 1967.      | Златна праћка                               | дете                    |
| 1969.      | Силом отац                                  | Влајко                  |
| 1970.-те   |                                             |                         |
| 1970.      | Чкаља                                       |                         |
| 1971.      | Сладак живот на српски начин                |                         |
| 1971.      | Домовина у песмама                          |                         |
| 1972.      | Смех са сцене: Атеље 212                    |                         |
| 1973.      | Камионџије                                  | Милиционер              |
| 1972-1973. | Позориште у кући                            | позорник Клативода      |
| 1972-1973. | Образ уз образ                              |                         |
| 1973-1974. | Позориште у кући 2                          | позорник Клативода      |
| 1974.      | Приче о псима                               |                         |
| 1974.      | Отписани                                    | Зрики                   |
| 1975.      | Андра и Љубица                              |                         |
| 1975.      | Синови                                      | Глумац                  |
| 1974-1975. | Отписани                                    | Зрики                   |
| 1975.      | Позориште у кући 3                          | позорник Клативода      |
| 1977.      | Случај шампиона                             |                         |
| 1977.      | Усијане главе                               | Сретен                  |
| 1977.      | Мирис пољског цвећа                         | инспектор               |
| 1978.      | Стићи пре свитања                           | Тончи                   |
| 1979.      | Какав дан                                   |                         |
| 1980.-те   |                                             |                         |
| 1980.      | Наше приче                                  |                         |
| 1980.      | Врућ ветар                                  | Пера, хемијски техничар |
| 1981.      | Фреде, лаку ноћ                             |                         |
| 1981.      | Свињски отац                                | доктор Милорад Бајић    |
| 1980-1981. | Позориште у кући 4                          | позорник Клативода      |
| 1981.      | Седам секретара СКОЈ-а                      |                         |
| 1982.      | Приче из радионице                          | инжењер Саша Поповић    |
| 1983.      | Сумрак                                      |                         |
| 1982.      | Венеријанска раја                           | кондуктер у возу        |
| 1984.      | Др                                          | Велимир Павловић        |
| 1984.      | Камионџије 2                                | Баша Мркаљ              |
| 1984.      | Позориште у кући 5                          | позорник Клативода      |
| 1985.      | Приче из бечке шуме                         |                         |
| 1985.      | Случај Лазе Костића                         | Глумац                  |
| 1985.      | Судбина уметника - Ђура Јакшић              | Глумац                  |
| 1985.      | Црвена барака                               |                         |
| 1986.      | Мис                                         | Мојсијев асистент       |
| 1986.      | Неозбиљни Бранислав Нушић                   | Глумац „Алекса Жуњић“   |
| 1986.      | Тајна Лазе Лазаревића                       | Глумац                  |
| 1987.      | Резервисти                                  |                         |
| 1987.      | Waitapu                                     | Доктор                  |
| 1987.      | Бољи живот                                  | Филип                   |
| 1987.      | Хајде да се волимо                          |                         |
| 1989.      | Чкаља са вама                               |                         |
| 1989.      | Чкаља, снага кладе ваља                     |                         |
| 1990.-те   |                                             |                         |
| 1990.      | Овде нема несретних туриста                 |                         |
| 1992.      | Солунци говоре                              |                         |
| 1992.      | Загреб - Београд преко Сарајева             | лекар                   |
| 1993.      | Игра пиона (кратки филм)                    |                         |
| 1995.      | Удри јаче манијаче (кратки филм)            | /                       |
| 1995.      | Руски цар                                   | матичар                 |
| 1995.      | Не веруј жени која пуши гитанес без филтера | лекар                   |
| 2000.-те   |                                             |                         |
| 2008.      | Неки чудни људи                             |                         |